# Устіж
Устіж — річка в Україні, у Семенівському районі Чернігівської області. Ліва притока Ревни (басейн Дніпра).

## Опис
Довжина річки приблизно 9,6 км.

## Розташування
Бере початок на північному сході від Ферубки. Тече переважно на північний схід понад Ракутами і на північній стороні від Кривуши впадає у річку Ревну, ліву притоку Снови.